# Dielsdorf (huyện)
Huyện Dielsdorf (tiếng Pháp: District du Dielsdorf, tiếng Đức: Bezirk Dielsdorf) là một huyện hành chính của Thụy Sĩ. Huyện này thuộc bang Bang Zürich. Huyện Dielsdorf có diện tích 153 km², dân số theo thống kê của cục thống kê Thụy Sĩ năm 1999 là 66199 người. Trung tâm của huyện đóng ở Dielsdorf. Mã của huyện là 104.